# Hans-Kristian Vittinghus
Hans-Kristian Solberg Vittinghus (* 16. Januar 1986 in Frederikshavn) ist ein Badmintonspieler aus Dänemark.

## Karriere
Hans-Kristian Solberg Vittinghus gewann drei Nachwuchstitel in Dänemark und Bronze bei den Junioren-Europameisterschaften, ehe er 2006 erstmals bei den Erwachsenen bei den Norwegian International erfolgreich war. 2007 siegte er bei den Turkey International, 2008 bei den Dutch International. Die Spanish International und die Norwegian International gestaltete er im Jahr 2009 für sich siegreich. Im Juni 2016 gewann er die Xiamenair Australien Badminton Open mit einem Finalsieg über Jeon Hyeok Jin (21-16, 19-21, 21-11). 

## Sportliche Erfolge
| Saison    | Veranstaltung                                    | Disziplin    | Platz | Name                                                                        |
| --------- | ------------------------------------------------ | ------------ | ----- | --------------------------------------------------------------------------- |
| 1998/1999 | Dänemark: Einzelmeisterschaften der Junioren U13 | Herrendoppel | 1     | Kristoffer Stampe, Charlottenlund / Hans-Kristian Vittinghus, Solrød Strand |
| 2002/2003 | Dänemark: Einzelmeisterschaften der Junioren U17 | Herreneinzel | 1     | Hans-Kristian Vittinghus, Solrød Strand                                     |
| 2002/2003 | Dänemark: Einzelmeisterschaften der Junioren U17 | Herrendoppel | 1     | Kristoffer Stampe, Charlottenlund / Hans-Kristian Vittinghus, Solrød Strand |
| 2005      | Junioren-Europameisterschaft                     | Herreneinzel | 3     | Hans-Kristian Vittinghus                                                    |
| 2006      | Norwegian International                          | Herreneinzel | 1     | Hans-Kristian Vittinghus                                                    |
| 2007      | Türkei: Internationale Meisterschaften           | Herreneinzel | 1     | Hans-Kristian Vittinghus                                                    |
| 2008      | Dutch International                              | Herreneinzel | 1     | Hans-Kristian Vittinghus                                                    |
| 2009      | Spanish International                            | Herreneinzel | 1     | Hans-Kristian Vittinghus                                                    |
| 2009      | Norwegian International                          | Herreneinzel | 1     | Hans-Kristian Vittinghus                                                    |
| 2011      | Bitburger Open                                   | Herreneinzel | 1     | Hans-Kristian Vittinghus                                                    |
| 2011      | Dutch International                              | Herreneinzel | 1     | Hans-Kristian Vittinghus                                                    |
| 2014      | Belgian International                            | Herreneinzel | 1     | Hans-Kristian Vittinghus                                                    |
| 2015      | Scottish Open                                    | Herreneinzel | 1     | Hans-Kristian Vittinghus                                                    |